# 52ª Divisione fanteria "Torino"
La 52ª Divisione fanteria "Torino" fu una grande unità di fanteria del Regio Esercito durante la seconda guerra mondiale. Era in particolare una divisione autotrasportabile tipo metropolitano, ovvero delle normali divisioni di fanteria, prive della Legione CC.NN., interamente motorizzate per quanto riguarda i servizi e l'artiglieria e solo parzialmente per la componente di fanteria, che doveva quindi ricorrere per il movimento motorizzato ai veicoli forniti di volta in volta dagli Autogruppi di Corpo d'armata. Prese parte alla campagna di Russia e fu sciolta dopo l'8 settembre 1943.

## Storia
Le origini della divisione si fanno risalire alla Brigata "Torino", costituita il 1º novembre 1884 sul 81º e il 82º Reggimento fanteria, che si scioglie il 25 novembre 1926 in esecuzione del nuovo ordinamento che prevedeva brigate su tre reggimenti.
Nel mese di marzo del 1938 il Comando Scuole Centrali di Civitavecchia assume anche una fisionomia operativa, ricevendo la doppia denominazione di Comando Scuole Centrali - Divisione di Fanteria "Torino".
I due organismi vengono scissi il 5 giugno 1940 e la componente operativa assume la denominazione di Divisione di fanteria "Torino" (52ª), riconfigurata in grande unità autotrasportabile del tipo metropolitano inquadrante 81º e il 82º Reggimento fanteria e 52º Reggimento artiglieria.
Il 10 giugno 1940, giorno della dichiarazione di guerra a Francia ed Inghilterra, la "Torino" è dislocata nella zona tra Imperia e Diano Marina, in Liguria, alle dipendenze della I Armata, dove rimarrà fino alla fine delle operazioni contro la Francia.
All'inizio dell'invasione della Jugoslavia, la divisione, attestata sul confine tra Villa del Nevoso e Castelnuovo d'Istria, il 12 aprile 1941 entra in territorio nemico, iniziando il ricongiungimento con le unità italiane provenienti da sud. Raggiunge Sussak, Sebenico, Spalato, ricongiungendosi a Ragusa con la 131ª Divisione corazzata "Centauro" proveniente dall'Albania.

### Campagna di Russia
Terminate le operazioni, in giugno la grande unità rientra in Patria e viene assegnata al Corpo di spedizione italiano in Russia. La "Torino", unitamente alla "Pasubio" ebbe principalmente con compiti esplorativi, così furono trasformate entrambe in Divisioni autotrasportabili anche se i pochi automezzi posti a disposizione delle due divisioni erano sufficienti solo per una. Inoltre a differenza delle altre divisioni di fanteria non includevano nel proprio organico una legione della MVSN che fu invece direttamente attribuita al Comando del Corpo d'Armata. Alle due divisioni del CSIR fu aggiunta 3ª Divisione celere "Principe Amedeo Duca d'Aosta".
Partita il 10 luglio 1941 per il fronte orientale, il 13 agosto è a Sgaikani ed il 17 settembre a Dnipropetrovs'k, sul fiume Dnepr, schierandosi alla destra della 3ª Divisione Celere "Principe Amedeo Duca d'Aosta" e venendo subito impegnata da unità nemiche. A fine settembre avanza in direzione di Petrokowka ed in novembre si attesta sul fiume Krynka, a copertura del fianco sud della Divisione Celere; il 6 dicembre, dopo due giorni di combattimenti, raggiunge Chazepetowka ed il 25 e 26 dicembre è oggetto di attacchi russi su Malo Orlowka; lanciata nella controffensiva, occupa i villaggi di Ploskij e Moglie Ostraja.
Qui, fino al febbraio 1942, è coinvolta nella pesante offensiva russa. Per rompere l'accerchiamento, partecipa al contrattacco tedesco, mentre altri reparti della divisione sono oggetto di un violento attacco a Nowaja Orlowka, respinto soprattutto grazie alle artiglierie. In luglio la Divisione "Torino" passa sotto il comando del II Corpo d'armata e viene spostata in altro settore. Superato il Donez, prosegue verso il Don, dove viene coinvolta nella prima battaglia difensiva del Don e deve ripiegare insieme alla 9ª Divisione fanteria "Pasubio" ed alla 3ª Divisione fanteria "Ravenna".
In dicembre prende parte alla seconda battaglia difensiva del Don: il 20 dicembre, in trasferimento verso Arbuzowka-Losowskaja, viene spinta dalla pressione nemica su Popowka, dove si unisce ai reparti della 2ª Divisione fanteria "Sforzesca" e prosegue verso sud-ovest. Il giorno successivo è impegnata in aspri scontri sul fiume Tichaja.
Il 21 sostiene aspri combattimenti sulla riva sinistra del fiume Tichaja ma, infine, viene accerchiata nella conca di Arbusowka insieme alle Legioni CC.NN. "Tagliamento" e "Montebello" del Raggruppamento CC.NN. "3 gennaio" (legioni Tagliamento e Montebello). Qui, a temperature che raggiungono i -50 °C, il 25 riesce a rompere l'accerchiamento a prezzo di enormi perdite, raggiungendo Chertkovo il giorno successivo.
I resti della Divisione (1.600 uomini), raggiungono le retrovie il 17 gennaio 1943 per riorganizzarsi. Il ripiegamento continua senza sosta, incalzati dal nemico. Quello che rimane della divisione raggiunge Donez e Forschiadt, da dove viene rimpatriata. Dislocata presso Gorizia, risulta praticamente distrutta ed il 31 maggio 1943 viene sciolta; il giorno successivo, 1º giugno, il comando e le unità della disciolta 159ª Divisione fanteria "Veneto" cambiano denominazione in Divisione di Fanteria "Torino". L'unità si scioglie definitivamente il 13 settembre 1943 in seguito all'armistizio dell'8 settembre.
Tra caduti, dispersi e deceduti in prigionia, in Russia l'81º e 82º Reggimento Fanteria persero rispettivamente 2.814 e 2.608 uomini; il 52º Reggimento Artiglieria 1.283 uomini; il XXVI Battaglione Mortai 483 uomini; il LII Battaglione Mortai 208 uomini; la 52ª Compagnia T.R.T. del Genio 154 uomini; la 171ª Compagnia Controcarro 114 uomini; la 52ª Sezione Sanità 102 uomini.

## Organico

### Al 10 giugno 1940
Al 10 giugno 1940, l'organico previsto per la divisione era di 10.404 uomini, equipaggiati con 60 cannoni (8 contraerei Breda 20/65 Mod. 1935, 8 anticarro 47/32 Mod. 1935, 8 da accompagnamento 65/17 Mod. 1908/1913, 24 campali da 75/27, 12 obici da 100/17), 153 mortai (45 mortai da 81 mm e 108 da 45 mm), 286 mitragliatrici (220 leggere e 66 pesanti).
Per i trasporti erano disponibili 461 veicoli a motore, 36 trattori d'artiglieria, 159 motocicli e 127 biciclette

### Ordine di battaglia: 1941
- - Comando della fanteria divisionale (Gen. B. Ugo de Carolis dal giugno 1941 e poi Gen. B. Ottorino Schreiber dal 20 dicembre 1941)
- 81º Reggimento fanteria "Torino"
  - I Battaglione
    - 1ª Compagnia fanteria
    - 2ª Compagnia fanteria
    - 3ª Compagnia fanteria
    - una compagnia armi di supporto (mitragliatrici e 18 mortai da 45 mm)

  - II Battaglione
    - 1ª Compagnia fanteria
    - 2ª Compagnia fanteria
    - 3ª Compagnia fanteria
    - una compagnia armi di supporto (mitragliatrici e 18 mortai da 45 mm)

  - III Battaglione
    - 1ª Compagnia fanteria
    - 2ª Compagnia fanteria
    - 3ª Compagnia fanteria
    - una compagnia armi di supporto (mitragliatrici e 18 mortai da 45 mm)

  - una compagnia mortai da 81 mm
  - una compagnia artiglieria d'accompagnamento da 47/32 Mod. 1935
- 82º Reggimento fanteria "Torino"
  - I Battaglione
    - 1ª Compagnia fanteria
    - 2ª Compagnia fanteria
    - 3ª Compagnia fanteria
    - una compagnia armi di supporto (mitragliatrici e 18 mortai da 45 mm)

  - II Battaglione
    - 1ª Compagnia fanteria
    - 2ª Compagnia fanteria
    - 3ª Compagnia fanteria
    - una compagnia armi di supporto (mitragliatrici e 18 mortai da 45 mm)

  - III Battaglione
    - 1ª Compagnia fanteria
    - 2ª Compagnia fanteria
    - 3ª Compagnia fanteria
    - una compagnia armi di supporto (mitragliatrici e 18 mortai da 45 mm)

  - una compagnia mortai da 81 mm
  - una compagnia artiglieria d'accompagnamento da 47/32 Mod. 1935
- 52º Reggimento artiglieria "Torino"
  - I Gruppo artiglieria
    - 1ª Batteria da 100/17 (4 pezzi)
    - 2ª Batteria da 100/17 (4 pezzi)
    - 3ª Batteria da 100/17 (4 pezzi)

  - II Gruppo artiglieria
    - 1ª Batteria da 75/27 Mod. 1911 (4 pezzi)
    - 2ª Batteria da 75/27 Mod. 1911 (4 pezzi)
    - 3ª Batteria da 75/27 Mod. 1911 (4 pezzi)

  - III Gruppo artiglieria
    - 1ª Batteria da 75/27 Mod. 1911 (4 pezzi)
    - 2ª Batteria da 75/27 Mod. 1911 (4 pezzi)
    - 3ª Batteria da 75/27 Mod. 1911 (4 pezzi)
- XXVI Battaglione mortai da 81 mm
- LII Battaglione mortai da 81 mm
- 352ª Compagnia cannoni controcarro da 47/32 (8 pezzi)
- 361ª Compagnia cannoni controcarro da 47/32 (8 pezzi)
- 352ª Compagnia cannoni contraerei da 20/65 (8 pezzi)
- 361ª Compagnia cannoni contraerei da 20/65 (8 pezzi)
- LVII Battaglione genio
- 52ª Compagnia mista telegrafisti/marconisti
- 69ª Sezione fotoelettricisti
- 52ª Sezione sanità
  - 89º Ospedale da campo
  - 90º Ospedale da campo
  - 117º Ospedale da campo
  - 578º Ospedale da campo
  - 52º Nucleo chirurgico
- 52ª Sezione commissariato
- 65ª Sezione panettieri
- 52ª Sezione rifornimenti
- 52ª Unità recupero stradale
- 5ª Unità movimento stradale
- 2º Gruppo cineoperatori
- 56ª Sezione CC.RR.
- 66ª Sezione CC.RR.
- 152º Ufficio postale militare

### Ordine di battaglia: 1943
- - Comando della fanteria divisionale (Gen. B. Cesare Rossi dal 25 ottobre 1942 e Gen. B. Arnaldo Pavan dal 2 maggio 1943)
- 81º Reggimento fanteria "Torino"
- 82º Reggimento fanteria "Torino"
- 52º Reggimento artiglieria "Torino"
  - I Gruppo artiglieria
    - 1ª Batteria da 100/17 (4 pezzi)
    - 2ª Batteria da 100/17 (4 pezzi)
    - 3ª Batteria da 100/17 (4 pezzi)

  - II Gruppo artiglieria
    - 1ª Batteria da 75/27 Mod. 1911 (4 pezzi)
    - 2ª Batteria da 75/27 Mod. 1911 (4 pezzi)
    - 3ª Batteria da 75/27 Mod. 1911 (4 pezzi)

  - III Gruppo artiglieria
    - 1ª Batteria da 75/27 Mod. 1911 (4 pezzi)
    - 2ª Batteria da 75/27 Mod. 1911 (4 pezzi)
    - 3ª Batteria da 75/27 Mod. 1911 (4 pezzi)
- XXVI Battaglione mortai da 81 mm
- LII Battaglione mortai da 81 mm
- 52ª Compagnia cannoni controcarro da 47/32 (8 pezzi)
- 171ª Compagnia cannoni controcarro da 47/32 (8 pezzi)
- 352ª Compagnia cannoni contraerei da 20/65 (8 pezzi)
- 361ª Compagnia cannoni contraerei da 20/65 (8 pezzi)
- LII Battaglione genio
  - 57ª Compagnia genio
  - 52ª Compagnia mista telegrafisti/marconisti
- 52ª Sezione sanità
  - 578º Ospedale da campo
- 56ª Autosezione
  - 180º Distaccamento autotrasporto
- 65ª Sezione panettieri
- 52ª Sezione rifornimenti
- 66ª Sezione CC.RR.
- 152º Ufficio postale militare

### Ordine di battaglia: 8 settembre 1943
- 81º Reggimento fanteria "Torino"
- 82º Reggimento fanteria "Torino"
- 52º Reggimento artiglieria "Torino"
  - I Gruppo artiglieria
    - 1ª Batteria da 100/17 (4 pezzi)
    - 2ª Batteria da 100/17 (4 pezzi)
    - 3ª Batteria da 100/17 (4 pezzi)

  - II Gruppo artiglieria
    - 1ª Batteria da 75/27 Mod. 1911 (4 pezzi)
    - 2ª Batteria da 75/27 Mod. 1911 (4 pezzi)
    - 3ª Batteria da 75/27 Mod. 1911 (4 pezzi)

  - III Gruppo artiglieria
    - 1ª Batteria da 75/27 Mod. 1911 (4 pezzi)
    - 2ª Batteria da 75/27 Mod. 1911 (4 pezzi)
    - 3ª Batteria da 75/27 Mod. 1911 (4 pezzi)
- CLIX Battaglione mitraglieri
- CLIX Battaglione mortai da 81 mm

## Comandanti 1938-1943
- Gen. D. Mario Priore (1 novembre 1938 - 1 settembre 1939)
- Gen. D. Gabriele Nasci (22 settembre - 30 novembre 1939)
- Gen. D. Mario Arisio (1 dicembre 1939 - 9 giugno 1940)
- Gen. D. Luigi Manzi (10 giugno 1940 - 7 gennaio 1942)
- Gen. D. Roberto Lerici (8 gennaio 1942 - 24 febbraio 1943)
- Gen. B. Francesco Dupont (interinalmente 8 gennaio - 16 febbraio 1943)
- Gen. B. Luigi Krall (1º giugno - 15 agosto 1943), già comandante della disciolta 159ª divisione Veneto
- Gen. D. Bruno Malaguti (16 agosto - 9 settembre 1943)